# Gornji Crniš
Gornji Crniš (Servisch cyrillisch Горњи Црниш) is een plaats in de Servische gemeente Tutin. De plaats telt 36 inwoners (2002).